# Chiesa dei Santi Pietro e Paolo (Verona)
La chiesa dei Santi Pietro e Paolo è la parrocchiale di Poiano di Valpantena, frazione di Verona, in provincia e diocesi di Verona; fa parte del vicariato di Verona Nord Est.

## Storia
La prima citazione di una cappella a Poiano risale al X secolo; questo antico edificio venne ingrandito nel presbiterio tra il 1553 e il 1568.
All'inizio del XIX secolo la struttura si rivelò insufficiente a soddisfare le esigenze dei fedeli e, così, l'architetto Luigi Trezza presentò il disegno per un ampliamento; successivamente, però, si preferì ricostruirla ex novo e l'architetto Giuseppe Barbieri venne incaricato di redigere il progetto. La nuova parrocchiale fu costruita tra il 1819 e il 1830 e consacrata nel 1885 dal vescovo di Verona Luigi di Canossa.
La chiesa venne adeguata alle norme postconciliari nel 1969; nel 1981 il tetto crollò, per poi venir ripristinato tra il 1982 e il 1983. Il campanile fu interessato da un intervento di restauro tra il 2003 e il 2004.

## Descrizione

### Facciata
La neoclassica facciata a capanna della chiesa, rivolta a sudest e tripartita da semicolonne e paraste d'ordine corinzio sorreggenti la trabeazione e il frontone triangolare, presenta al centro il portale d'ingresso, inscritto in un grande arco a tutto sesto, mentre ai lati si aprono due nicchie, ospitanti le statue dei Santi Pietro e Paolo, e vi sono due specchiature abbellite da rilievi.
Vicino alla parrocchiale, annesso alla vecchia parrocchiale, sorge il campanile a base quadrata, la cui cella presenta una monofora ed è coperta dal tetto a quattro falde.

### Interno
L'interno dell'edificio si compone di un'unica navata, sulla quale si affacciano le quattro cappelle laterali, ospitanti gli altari minori, e le cui pareti sono scandite da semicolonne, sorreggenti il cornicione sopra cui si imposta la volta, abbellita dai dipinti raffiguranti i Misteri del Rosario; al termine dell'aula si sviluppa il presbiterio a base quadrata, sopraelevato di tre gradini e chiuso dall'abside di forma semicircolare, il catino della quale presenta l'affresco con soggetto la Trasfigurazione.